# Pterioida
Pterioida је ред шкољки.

## Карактеристике
С обзиром да обично леже на једној страни, та страна љуштуре је спљоштена, па због тога њени капци нису међусобно једнаки. За причвршћивање за подлогу користе бисус.

## Породице
Овом реду припадају следеће породице: